# Jacob Matham
Jacob Matham (pokřtěn 16. října 1571 Haarlem – 20. ledna 1631 Haarlem), byl nizozemský grafik a kreslíř, který navázal na práce Hendricka Goltziuse (1558–1617), nejvýznamnějšího rytce z konce 16. století. Díky Goltziusovi získal císařské privilegium, které mu dovolovalo použít náměty obrazů ze sbírek Rudolfa II. jako předlohy ke svým rytinám. A tak přestože Jacob Matham Prahu nikdy nenavštívil, stal se významným šiřitelem obrazových námětů dvorních manýristů, především Bartholomea Sprangera a Roelandta Saveryho.

## Život a dílo
Jacob Matham začal svou uměleckou kariéru v dílně Hendricka Goltzia, který ho adoptoval jako osmiletého chlapce. Na svá učňovská léta strávená v Goltziusově dílně (1585–1588) navázal souborem grafických listů nazvaných Roční období (1589). V letech 1593–1597 působil v Itálii, kde ho ovlivnilo římské a benátské malířství. Vzorem mu byla díla Tiziánova, Tintorettova a Veroneseho. V roce 1597 se vrátil do Haarlemu, kde vstoupil do cechu sv. Lukáše (1600). Po roce 1600 se Hendrick Golzius přestal zajímat o grafiku, věnoval se malířství a dílnu přenechal svému nevlastnímu synovi, Jacobu Mathamovi.
V době, kdy byl Jacob Matham pověřen vedením dílny, se jeho rytiny začaly odklánět od Goltziova manýristického stylu, což lze spatřovat především v používání méně rafinovaných ryteckých postupů. Byl to projev Mathamova přechodu k časně baroknímu stylu. Vedle mytologických témat Jacob Matham projevoval svůj příklon ke katolictví četnými rytinami s náboženskými motivy, především četnými grafickými listy světců. Současně portrétoval i řadu významných osob, včetně nizozemských místodržících. Jeho tři synové, Adriaen (1590–1660), Jan (1600–1648) a Theodoor (1589–?) pokračovali v otcově tradici a stali se typickými barokními rytci. Theodoor Matham byl z nich nejtalentovanější, přestože dílnu po otci převzal jeho bratr Adriaen.
Není doloženo, že by Jacob Matham navštívil Prahu, ale jeho grafické listy dokládají, že mnohé z nich vznikly podle předloh rudolfínských malířů. Zvláště často Jacob Matham pracoval podle předloh Bartholomea Sprangera, které poznal již v Goltziusově dílně. Předpokládá se, že se osobně setkali až v Nizozemí (1602), kam Spranger vycestoval po smrti své matky. Navíc se v roce 1601 Jacobu Mathamovi dostalo císařského privilegia opravňující ho k tvorbě grafických listů podle předloh nacházejících se ve sbírkách Rudolfa II. (1552–1612), které obsahovaly velký soubor Sprangerových obrazů.
Příkladem rytecké spolupráce na Sprangerově předloze je rozsáhlá rytina značená Mathamem, kterou však započal jiný z Goltziových žáků, Jan Saenredam. Rytina byla dedikována Petru Vokovi z Rožmberka (1539–1611).

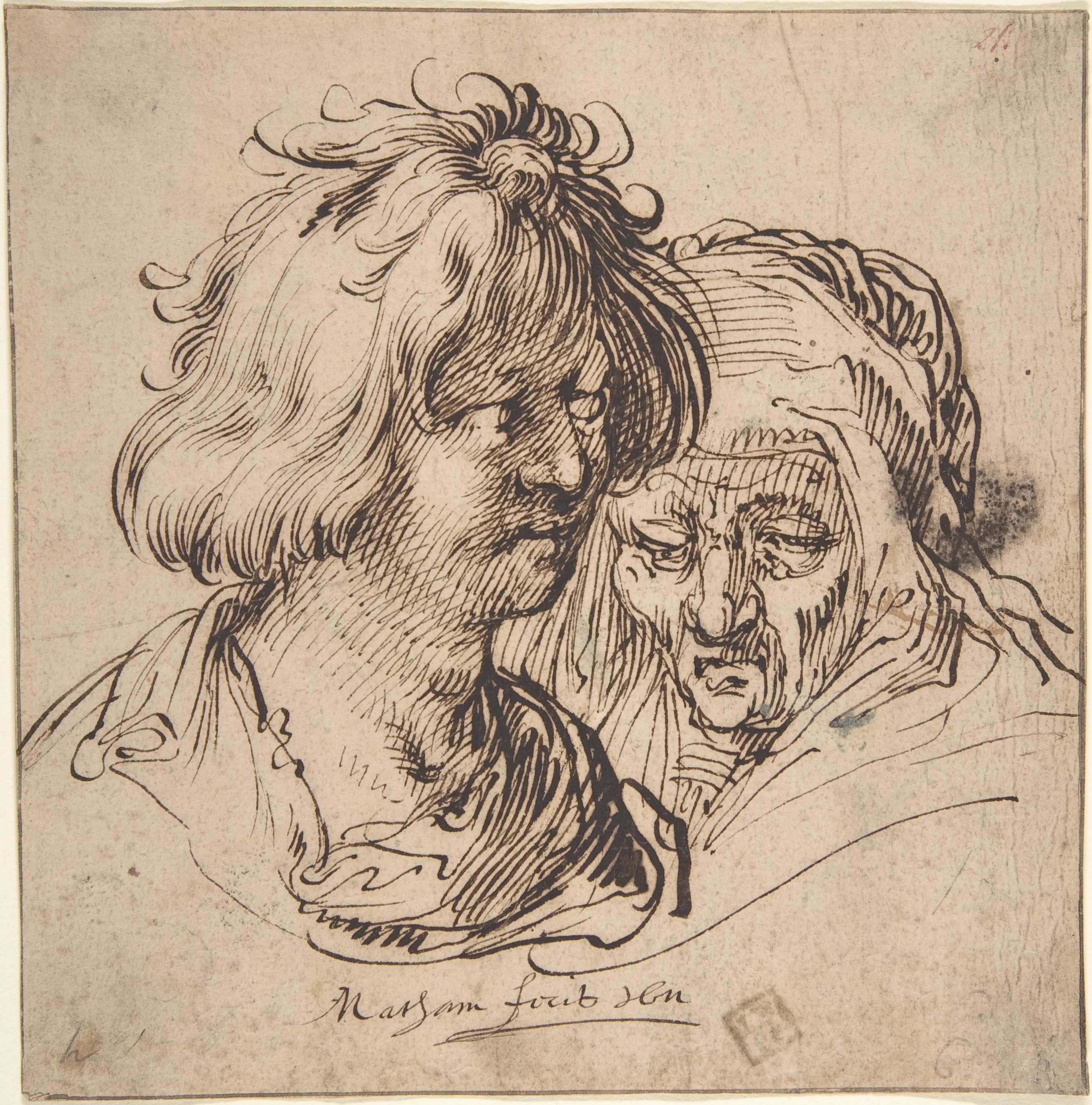
Mladý muž a stará žena (Jakob Matham, perokresba, Metropolitní muzeum umění, New York)

## Umělecko-historický význam díla Jacoba Mathama
Jacob Matham byl pokračovatelem v ryteckém díle Hendricka Goltziuse, které však z manýristické roviny přesunul směrem k baroku. Oproti Goltziusovi také rozšířil okruh námětů o mytologická témata a o portrétní rytinu. Mezi náměty Mathamových rytin jsou i témata obrazů a kreseb dvorních malířů rudolfínské Prahy. Nepřekvapí proto, že mezi významnými náměty je i Česká krajina se žebrákem.